# Charles Fuller (Schriftsteller)
Charles Henry Fuller, Jr. (* 5. März 1939 in Philadelphia, Pennsylvania; † 3. Oktober 2022 in Toronto, Kanada) war ein US-amerikanischer Dramatiker, der 1982 für sein Theaterstück A Soldier’s Play den Pulitzer-Preis für Theater erhielt.

## Biografie
Nach dem Besuch der Roman Catholic High School von Philadelphia studierte er zwischen 1956 und 1958 an der Villanova University und leistete im Anschluss von 1959 bis 1962 seinen Militärdienst in der US Army. Später absolvierte er von 1965 bis 1967 ein postgraduales Studium im Fach Schöne Künste an der La Salle University und schloss dieses Studium mit einem Doctor of Fine Arts (DFA) ab. 1967 war er auch Mitbegründer des Afro-American Arts Theater in Philadelphia.
Danach nahm er seine schriftstellerische Tätigkeit auf und veröffentlichte sein Dramadebüt 1968 mit The Village: A Party (1968). In der Folgezeit erschienen zahlreiche weitere Bühnenwerke wie The Rise (1969), In My Many Names and Days (1972), In The Deepest Part of Sleep (1974), Candidate (1974), First Love (1975), Sunflower Majorette (1975), The Lay Out Letter (1975), The Brownsville Raid (1976), das auf einer wahren Geschichte über die Verwicklung eines Regiments der US Army bei Unruhen in Brownsville im Jahr 1906 beruhte, sowie Sparrow in Flight (1978).
Sein Stück Zooman and the Sign (1979) wurde 1981 mit dem Obie Award ausgezeichnet, während er für das nachfolgende Theaterstück A Soldier’s Play aus dem Jahr 1981 den Pulitzer-Preis für Theater im Jahr 1982 verliehen bekam. Bei der Oscarverleihung 1985 war er für Sergeant Waters – Eine Soldatengeschichte (A Soldier’s Story) in der Kategorie Adaptiertes Drehbuch nominiert. Daneben gab es Nominierungen in den Kategorien Bester Film und Bester Nebendarsteller (Adolph Caesar). 1987 lieferte er das Drehbuch zu dem Film Ein Aufstand alter Männer.
In den folgenden Jahren erschienen einige weitere Theaterstücke wie Eliot’s Coming (1988), We (1988), Sally (1989), Prince (1989), Jonquil (1990) sowie Burner’s Frolic (1990).
2020/2021 wurde die Wiederaufnahme von A Soldier’s Play mit einem Tony Award ausgezeichnet.
Die Stücke von Fuller, der auch Mitglied der Writers Guild of America war, sind geprägt durch seine unbefangene, einfühlsame Untersuchung von Beziehungen, besonders zwischen Weißen und Farbigen sowie zwischen Farbigen und einer von Weißen dominierten Bürokratie.
Fuller starb am 3. Oktober 2022 im Alter von 83 Jahren in einem Krankenhaus in der kanadischen Metropole Toronto.